# Mesarmadillo variegatus
Mesarmadillo variegatus là một loài chân đều trong họ Eubelidae. Loài này được Richardson miêu tả khoa học năm 1907.